# Fabrice Reuperné
Fabrice Olivier Reuperné (Saint-Pierre, 18 de setembro de 1975) é um ex-futebolista martinicano que atuava como lateral-esquerdo.

## Carreira em clubes
Apesar de ter passado pelas categorias de base de Boissy St Leger, Assaut de Saint-Pierre e Club Franciscain, Reuperné teve sua carreira baseada na França, atuando sempre em times de divisões inferiores; após passagem mediana pelo Stade de Reims entre 2001 e 2002, destacou-se no Romorantin, atuando por 59 partidas e marcando três gols.
Teve ainda rápidas passagens por Cannes e Clermont Foot até 2006, quando se mudou para a Grécia, vestindo as camisas de PAS Giannina (uma partida) e Kerkyra.
Reuperné voltaria à Martinica em 2010 para defender o Golden Star, onde jogou 4 temporadas. Defendeu ainda o Essor-Préchotain entre 2014 e 2016 antes de regressar pela segunda vez ao Golden Star para encerrar a carreira em 2017, aos 42 anos.

## Seleção
Sem chances de defender a Seleção Francesa de Futebol, Reuperne optou em jogar pela Seleção Martinicana, tendo atuado em 25 partidas entre 2002 e 2013.
Ajudou Les Matinino a chegarem nas quartas-de-final da Copa Ouro da CONCACAF de 2002, graças a uma vitória sobre Trinidad e Tobago, parando somente diante do Canadá na decisão por pênaltis.
Se afastou da seleção em 2004, mas voltaria a ser chamado para defender a Martinica na Coupe de l'Outre-Mer de 2010. A última competição internacional de Reuperné foi a Copa Ouro da CONCACAF de 2013, e o lateral marcou o gol da vitória sobre o Canadá na fase de grupos.